# Georg Christoph Munz
Georg Christoph Munz (* 19. März 1691 in Nürnberg; † 13. Februar 1768 in Gräfenthal) war ein deutscher lutherischer Geistlicher, Gymnasiallehrer sowie Kirchenlieddichter.

## Leben
Munz war Sohn des Notars Matthäus Munz. Er besuchte die Heilig-Geist-Spitalschule sowie das Egidiengymnasium in Nürnberg. Am 29. Dezember 1709 wurde er an der Universität Altdorf immatrikuliert. Dort studierte er Philosophie und Theologie und disputierte 1711 mit der bei Sommer gedruckten Dissertation De insulis natantibus unter Johann Heinrich Müller. 1714 wechselte er an die Universität Leipzig, an der er sein Theologiestudium vertiefte. In Leipzig war er auch als Hauslehrer tätig. Sein Studium setzte er 1715 und 1716 an der Universität Jena fort, nachdem er zuvor eine längere Reise durch Mittel- und Norddeutschland unternommen hatte.
Munz kehrte 1716 in seine Heimatstadt zurück und wurde Frühprediger in St. Walburg auf der Burg Nürnberg. 1720 wurde er unter dem Namen Philodectus Mitglied im Pegnesischen Blumenorden. Außerdem war er Mitglied der Deutschen Gesellschaft. 1721 wurde ihm die Vertretung der Konrektorenstelle an der Heilig-Geist-Spitalschule übertragen, die er 1722 auch erhielt. Später wurde er Lehrer des Egidiengymnasiums, dessen Rektor er 1730 wurde.
Munz folgte 1736 einem Ruf als Rektor an die fürstliche Stadt- und Landschule in Saalfeld/Saale. Hier wirkte er etwa vier Jahre, bevor er wieder für den geistlichen Stand vorgesehen wurde. In Altenburg wurde er am 11. November 1740 ordiniert. 1741 wurde er Pfarrer von Marktgölitz. Am 19. Mai 1748 übernahm er schließlich das Amt des Pfarrers und stellvertretenden Superintendenten in Gräfenthal. Hier wirkte er bis zu seinem Tod. 
Munz wirkte neben seiner Arbeit als Lehrer und Geistlicher einerseits schriftstellerisch. Andererseits verfasste er mehrere Kirchenlieder, so fanden 24 seiner Lieder Aufnahme in die von Georg Christoph Rümler herausgegebene Sammlung Evangelische Sterbe- und Todespsalmen (Nürnberg 1764–1765).

## Werke (Auswahl)
- Poetische Blumen-Lese: zum Gebrauch der Schulen angestellt, Endter, Nürnberg 1733.
- Probe von dem Nutzen der Historie in der Moral aus dem Leben des Socrates, Felßecker, Nürnberg 1734.
- Rede von dem Recht der Lehrer über ihre Schüler, 1736.
- Erste Linien der allgemeinen Historie: zum Gebrauch der Schul-Jugend gewidmet, Böhmer, Saalfeld 1737.
- Einfältiger Kinder-Catechismus über die Historie der Augspurgischen Confession, Monath, Nürnberg 1759.
- Geander's Erde in einem kleinen Raum: d. i. Geographische Tabellen über die vier Haupt-Theile ... der Erde, Schwarzkopf, Nürnberg 1760.